# NGC 2859
NGC 2859 is een balkspiraalstelsel in het sterrenbeeld Kleine Leeuw. Het hemelobject werd op 28 maart 1786 ontdekt door de Duits-Britse astronoom William Herschel.

## Synoniemen
- UGC 5001
- MCG 6-21-30
- ZWG 181.40
- PGC 26649